# 五十鈴桂子
五十鈴 桂子（いすず けいこ、1913年（大正2年）3月3日 - 没年不詳）は、日本の女優である。出生名は上田 あき子（うえだ あきこ）、小川國松との婚姻時の本名は小川 あき子（おがわ あきこ）、旧芸名は五月 秋子（さつき あきこ）、小夜 文子（さよ ふみこ）。

## 人物・来歴
1913年（大正2年）3月3日、福岡県に生まれる。
小劇団に所属していたが、旧制小学校卒業後、満13歳になった1926年（大正15年）、帝国キネマ芦屋撮影所に子役として入社した。同年7月13日に公開された、松本英一監督によるサイレント映画『銀の雨』に出演し、「五月秋子」の名でクレジットされたのが、映画史上に残る最初の出演記録である。同社ではほかに1928年（昭和3年）1月13日に公開された『親を呼ぶ鳥』（監督亀井清一）に出演した記録があるが、同社でのその他の出演については不明で、同社では目が出なかったとされる。
満16歳を迎える1929年（昭和4年）には、兵庫県武庫郡精道村芦屋（現在の兵庫県芦屋市）にあった同撮影所から、奈良県生駒郡伏見村（現在の奈良県奈良市あやめ池北1丁目）にあった市川右太衛門プロダクションに移籍している。同プロダクションでは「小夜 文子」と名乗り、娘役で出演した。同年7月13日に公開された、東亜キネマ京都撮影所製作、東亜キネマ配給、橋本松男監督による『鞍馬天狗』に「五十鈴 桂子」の名で出演した記録も存在する。いずれにしても、1931年（昭和6年）9月1日に公開された、嵐寛寿郎プロダクション製作、新興キネマ配給、山口哲平監督による『鞍馬天狗 解決篇』に出演して以降は、「五十鈴桂子」に統一されている。同年、京都の東亜キネマに移籍したが、同社は同年に崩壊し、受け皿として設立された東活映画社に移籍している。同社では、歌川絹枝と並ぶ人気を得たが、同様に東亜キネマから同社に移籍した小川國松（1908年（明治41年） - 没年不詳）とは、1932年（昭和7年）5月15日に公開された『涙の曙』（監督三星吐詩夫）で共演、電撃的に結婚し、話題となった（のちに離婚した）。同社は同年10月に解散、五十鈴は宝塚キネマ興行に移籍、同年12月15日に公開された第1回作品『敵討愛慾行』（監督堀江大生）に出演した。
1933年（昭和8年）、宝塚キネマ興行の崩壊後は新興キネマに移籍した。同社では、女性ファンに人気があったという。1935年（昭和10年）には京都のエトナ映画に移籍、翌1936年（昭和11年）には東京の大都映画に、と各社を転々とした。同年中に極東映画に移籍したが、満24歳となった翌1937年（昭和12年）12月31日に公開された正月映画『初姿忍術道中双六』（監督：山口哲平）に出演して以降、出演記録が見当たらない。時代は第二次世界大戦に突入し、以降の消息も不明である。没年不詳。

## フィルモグラフィ
すべてクレジットは「出演」である。公開日の右側には役名、および東京国立近代美術館フィルムセンター（NFC）、マツダ映画社所蔵等の上映用プリントの現存状況についても記す。同センター等に所蔵されていないものは、とくに1940年代以前の作品についてはほぼ現存しないフィルムである。資料によってタイトルの異なるものは併記した。

### 帝国キネマ芦屋撮影所
※ すべて製作は「帝国キネマ芦屋撮影所」、特筆以外すべて配給は「帝国キネマ演芸」、すべてサイレント映画、すべて「五月秋子」名義である。
- 『銀の雨』 : 監督松本英一、1926年7月13日公開 - 三女
- 『親を呼ぶ鳥』 : 監督亀井清一、1928年1月13日公開

### 市川右太衛門プロダクション
※ 特筆以外すべて製作は「市川右太衛門プロダクション」、特筆以外すべて配給は「松竹キネマ」、すべてサイレント映画、特筆以外すべて「小夜文子」名義である。
- 『鞍馬天狗』 : 監督橋本松男、製作東亜キネマ京都撮影所、配給東亜キネマ、1929年7月13日公開 - その娘、「五十鈴桂子」名義
- 『冷眼』 : 監督悪麗之助、1929年8月23日公開
- 『髪』 : 監督城戸品郎、1929年10月17日公開 - 娘千代菊
- 『命の灯』 : 監督城戸品郎、1930年2月1日公開 - おかめ
- 『原田甲斐』 : 監督白井戦太郎、1930年4月11日公開 - お露
- 『飛ぶ唄』 : 監督白井戦太郎、1930年5月15日公開 - 芸妓
- 『滅び行く武士道』 : 監督小石栄一、1930年6月21日公開 - 妹お加代
- 『蜥蜴鞘』 : 監督白井戦太郎、1930年7月19日公開 - 妹[1]
- 『旗本退屈男』 : 監督古海卓二、1930年10月17日公開 - 菊路、15分尺で現存（マツダ映画社所蔵[9]）
- 『爆発浪人街』 : 監督白井戦太郎、1930年12月19日公開
- 『仙台に現はれた退屈男』 : 監督志波西果、1931年7月9日公開 - 妹菊路
- 『悲願四目菱』 : 監督古野英治・白井戦太郎、1931年製作・公開 - お八重（鯨太郎の恋人）
- 『鞍馬天狗 解決篇』 : 監督山口哲平、製作嵐寛寿郎プロダクション、配給新興キネマ、1931年9月1日公開 - その娘、「五十鈴桂子」名義
- 『嬌艶緋鹿御殿』[3]（『嬌艶緋鹿子御殿』[4]） : 監督堀江大生、製作東亜キネマ京都撮影所、配給東亜キネマ、1931年9月20日公開 - 「五十鈴桂子」名義
- 『就職戦線』 : 監督大江秀夫、製作東亜キネマ京都撮影所、配給東亜キネマ、1931年10月8日公開 - 隼秀人の相手役として主演、「五十鈴桂子」名義

### 東活映画
※ 特筆以外すべて製作・配給は「東活映画社」、すべてサイレント映画、以降すべて「五十鈴桂子」名義である。
- 『閃影双刃録』 : 監督金田繁、1931年12月5日公開
- 『振袖勝負』 : 監督滝沢英輔、製作沢村国太郎プロダクション・東活映画、1931年12月12日公開 - 女房お仙
- 『決戦大利根の暁』 : 監督橋本松男、1932年2月14日公開
- 『大岡政談 十三夜見物侍』 : 監督滝沢英輔、製作東活映画・沢村国太郎プロダクション、1932年3月20日公開
- 『寛永豪傑総進軍 前後篇』 : 監督豊永大蔵、1932年4月1日公開
- 『攻防楼閣の巨人』 : 監督枝正義郎・宇沢義之、1932年4月15日公開
- 『明暗日浪帖』 : 監督並木鏡太郎、1932年5月1日公開 - 澤村國太郎の相手役として主演
- 『道中評判影法師』 : 監督古海卓二、1932年5月6日公開
- 『涙の曙』 : 監督三星吐詩夫、1932年5月15日公開 - 小川國松と共演
- 『鉄腕抜刀隊』 : 監督豊永大蔵、1932年5月15日公開
- 『無念流命の安売』 : 監督下村八郎、1932年5月22日公開 - 南光明の相手役として主演
- 『夜明けの女 前篇』 : 監督志波西果、1932年6月12日公開 - 娘竜江（横井の恋人）
- 『助太刀辻講釈』 : 監督滝沢英輔、1932年7月28日公開 - おきわ（市兵衛の妻）
- 『夜明けの女 後篇』 : 監督志波西果、1932年9月8日公開 - 娘竜江（横井の恋人）
- 『小松龍三 後篇』（『小松竜三 後篇』） : 監督金田繁、1932年9月15日公開 - 役名不明、67分尺で現存（NFC所蔵[10]）
- 『侠客忠臣蔵 陣の巻』 : 監督後藤岱山、1932年10月1日公開 - 月形龍之介の相手役として主演
- 『侠客忠臣蔵 闘の巻』 : 監督後藤岱山、1932年10月21日公開 - 月形龍之介の相手役として主演

### 宝塚キネマ興行
※ 特筆以外すべて製作・配給は「宝塚キネマ興行」、すべてサイレント映画である。
- 『敵討愛慾行』 : 監督堀江大生、1932年12月15日公開 - お縫（伸太郎許婚）
- 『決戦荒神山』 : 監督金田繁・大伴麟三、製作東活映画、配給宝塚キネマ興行、1932年12月31日公開 - 役名不明、48分尺で現存（日本名作劇場DVD発売）
- 『人類の道』 : 監督仁科熊彦、1933年1月5日公開 - 椿三四郎の相手役として主演

### 新興キネマ
※ 特筆以外すべて製作・配給は「新興キネマ」、すべてサイレント映画である。
- 『恋慕吹雪』 : 監督石田民三、1933年3月16日公開 - 千鶴
- 『春雪女歌舞伎』 : 監督広瀬五郎、1933年4月27日公開 - 金右衛門の娘お露
- 『八州侠客陣』 : 監督石田民三、1933年4月27日公開 - 流太郎の妹お雪
- 『南蛮加留多 いのちの火花』 : 監督石田民三、1933年6月30日公開 - その許婚おきく（尾上菊太郎の相手役として主演）
- 『半次月夜の唄』 : 監督松田定次、1933年8月3日公開 - 宿の娘お兼（市川正二郎の相手役として主演）
- 『雪の肌蜻蛉組』 : 監督広瀬五郎、1933年8月9日公開 - 弥吉の娘お梅（尾上菊太郎の相手役として主演）
- 『左門恋日記』 : 監督広瀬五郎、1933年8月15日公開 - みさほ姫（尾上菊太郎の相手役として主演）
- 『颱風を突破るもの』 : 監督村田正雄、1933年9月7日公開 - 芸妓小きん
- 『晴れ晴れ左門』 : 監督松田定次、1933年10月19日公開 - 京の女梅（小金井勝の相手役として主演）
- 『弥太五郎懺悔』 : 監督石田民三、1933年10月26日公開 - おくに
- 『ひよどり草紙 後篇』 : 監督曾根純三、1933年12月7日公開 - 菊妙姫
- 『おさだの仇討』 : 監督石田民三、1933年12月20日公開 - 遊女お駒
- 『お山の大将』 : 監督高見貞衛、1933年製作・公開 - 娘勝子
- 『藤三行状記 前篇』 : 監督松田定次、1934年1月7日公開 - 為右衛門の娘靹音（尾上菊太郎の相手役として主演）
- 『藤三行状記 後篇』 : 監督松田定次、1934年1月26日公開 - 為右衛門の娘靹音（尾上菊太郎の相手役として主演）
- 『伊達事変』 : 監督渡辺新太郎、1934年2月15日公開 - 庄八郎の娘雪乃
- 『猿飛佐助』 : 監督曾根純三、1934年2月22日公開 - 村娘お花
- 『魂の影絵』 : 監督広瀬五郎、1934年2月22日公開 - 柴折（小金井勝の相手役として主演）
- 『松五郎鴉 後篇 乱雲秋葉山の巻』 : 監督並木鏡太郎、製作嵐寛寿郎プロダクション、配給新興キネマ、1934年4月12日公開 - 正太郎の許婚八重
- 『奇骨変骨』 : 監督押本七之助、1934年4月19日公開 - 栄昌院の侍女お兼
- 『銭形平次捕物控 紅蓮地獄』 : 監督山本松男、製作嵐寛寿郎プロダクション、配給新興キネマ、1934年4月25日公開 - 又左衛門の妹娘お小夜
- 『猿飛薩摩飛脚』 : 監督曾根純三、1934年4月26日公開 - お峰
- 『青空三羽鴉』 : 監督広瀬五郎、1934年5月24日公開 - 与助の娘お葉（尾上菊太郎の相手役として主演）
- 『水戸黄門 前篇』 : 監督押本七之助、1934年5月29日公開 - 千太郎の許婚お菊
- 『水戸黄門 後篇』 : 監督押本七之助、1934年7月5日公開 - 千太郎の許婚お菊
- 『肥後の駒下駄』 : 監督藤田潤一、1934年7月26日公開 - 刑部の妹娘竹野
- 『仇討妻恋坂』 : 監督石田民三、1934年9月13日公開 - きち
- 『喧嘩一代』 : 監督山本松男、製作嵐寛寿郎プロダクション、配給新興キネマ、1934年9月20日公開 - 金平の娘お多喜（嵐寛寿郎の相手役として主演）
- 『野火の兄弟』 : 監督長尾史録、製作阪東妻三郎プロダクション、配給新興キネマ、1934年10月4日公開 - 宗春の妾お梨香、宗春の娘お露
- 『人斬り猪之松』 : 監督山口哲平、製作阪東妻三郎プロダクション、配給新興キネマ、1934年10月17日公開 - 佐太郎の娘お夏

### エトナ映画
※ すべて製作・配給は「エトナ映画」、すべてサイレント映画である。
- 『鬼伏せ頭巾』 : 監督後藤岱山、1935年1月9日公開[4] - 綾小路絃三郎の相手役として主演
- 『荒神山』（『決戦荒神山』の改訂） : 監督後藤岱山、配給モリモト映画、1935年2月8日公開 - おきく[4]
- 『黄金菩薩剣』 : 監督稲葉蛟児、1935年2月14日公開
- 『義人長七郎』[3]（『義人長七郎 江戸の巻』[4]） : 監督稲葉蛟児、1935年5月23日公開[4] - 花房香鳥
- 『処女を護れ』 : 監督後藤岱山、1935年製作・公開 - 主演（共演水原洋一）

### 嵐寛寿郎プロダクション
※ 特筆以外すべて製作は「嵐寛寿郎プロダクション」、配給は「新興キネマ」、特筆以外すべてトーキーである。
- 『鞍馬天狗 江戸日記 前篇』 : 監督山本松男、サウンド版、1935年10月3日公開 - 深川芸者お芳
- 『関口弥太郎』（『関口彌太郎』[5]） : 監督尾形十三男、製作日活京都撮影所、配給日活、サウンド版、1935年10月24日公開 - 妹分・お浪[5]
- 『右門捕物帖 花嫁地獄変』 : 監督二川文太郎、1935年11月16日公開 - 伝六の恋人おかっちゃん
- 『文武太平記』 : 監督吉田信三、サウンド版、1935年12月14日公開 - 三四郎の妹おたみ
- 『子負ひ虫』 : 監督益田晴夫、1936年1月15日公開 - 鶴屋の一人娘狂女のお直

### 大都映画
※ すべて製作・配給は「大都映画」、特筆以外すべてサイレント映画である。日本映画データベースでは「五十川桂子」とされているものもある。
- 『渡り鳥 長脇差勝負』[3]（『渡鳥長脇差勝負』[4]） : 監督白井戦太郎、1936年4月1日公開
- 『無敵乱闘王 No.1 驀進突破篇』 : 監督ハヤフサヒデト、1936年4月15日公開[11]
- 『無敵乱闘王 No.2 猛火決死篇』 : 監督ハヤフサヒデト、1936年4月22日公開[11]
- 『かげらふ組始末記』[11]（『かげらふ始末記』[4]） : 監督大伴竜三（大伴麟三）、1936年4月23日公開 - 大和屋の娘 おきみ[4]
- 『天下無双怪傑児雷也 前篇』 : 監督石山稔、サウンド版、1936年4月29日公開[11]
- 『無敵乱闘王 No.3 地獄谷迷路篇』 : 監督ハヤフサヒデト、1936年5月14日公開[11]
- 『竜虎八天狗』 : 監督稲葉蛟児、1936年製作・公開[4][11]
- 『てるてる天助 前篇』 : 監督中島宝三、1936年7月8日公開
- 『狸穴三八』 : 監督土方雄、1936年9月10日公開

### 極東映画
※ すべて製作・配給は「極東映画」、すべてサイレント映画である。
- 『荒海の虹 前篇』 : 監督後藤昌信、1936年8月14日公開
- 『荒海の虹 後篇』 : 監督後藤昌信、1936年8月22日公開
- 『妖星北辰流』 : 監督稲葉蛟児、1936年8月29日公開
- 『怪奇鬼面菩薩』 : 監督米沢正夫、1936年11月6日公開
- 『忍術真田大助』 : 監督稲葉蛟児、1936年製作・公開
- 『風流侍気質』 : 監督不明、1936年製作・公開
- 『豪傑粂の平内』 : 監督米沢正夫、1937年製作・公開
- 『雄叫び挺身隊』 : 監督鈴木廸雄、1937年製作・公開

### 極東キネマ
※ すべて製作・配給は「極東キネマ」、すべてサイレント映画である。
- 『幽霊助太刀』 : 監督不明、1937年製作・公開 - 雲井竜之介の相手役として主演
- 『出世太閤記 第一篇』 : 監督西藤八耕・石塚大造、1937年製作・公開 - 役名不明、50分尺で現存（NFC所蔵[6]）
- 『渦潮の果 前篇』 : 監督米沢正夫、製作極東キネマ古市撮影所、1937年4月1日公開
- 『神州白馬隊』 : 監督清水晴光、1937年4月8日公開 - 市川寿三郎の相手役として主演
- 『渦潮の果 後篇』 : 監督米沢正夫、製作極東キネマ古市撮影所、1937年4月15日公開
- 『怪盗天魔剣』 : 監督西藤八耕、1937年4月22日公開 - 坂東勝太郎の相手役として主演
- 『尼子十勇士』 : 監督山口哲平、1937年5月13日公開
- 『怪童日吉丸』 : 監督西藤八耕、1937年5月27日公開
- 『呪のまだら猫』 : 監督小倉八郎、1937年6月3日公開 - 貞子姫
- 『斬人斬馬屋敷』 : 監督山口哲平、1937年6月10日公開 - 市川寿三郎の相手役として主演
- 『怪談累ヶ淵』 : 監督小倉八郎、1937年7月1日公開 - お久
- 『煩悩流転』 : 監督小倉八郎、1937年7月22日公開
- 『忍術戸隠八剣士』 : 監督山口哲平、サウンド版、1937年8月12日公開 - 浦里後にお浦様、58分尺で現存（NFC所蔵[6]）
- 『名槍日本号』 : 監督国島昌平、1937年10月21日公開 - 市川寿三郎の相手役として主演
- 『奥州安達ケ原 前篇』 : 監督米沢正夫、1937年10月29日公開 - 絹姫
- 『奥州安達ケ原 後篇』 : 監督米沢正夫、1937年11月5日公開 - 絹姫
- 『初姿忍術道中双六』 : 監督山口哲平、1937年12月31日公開